# قانون مواجهة الأعمال العدائية للنظام الصهيوني ضد السلام والأمن

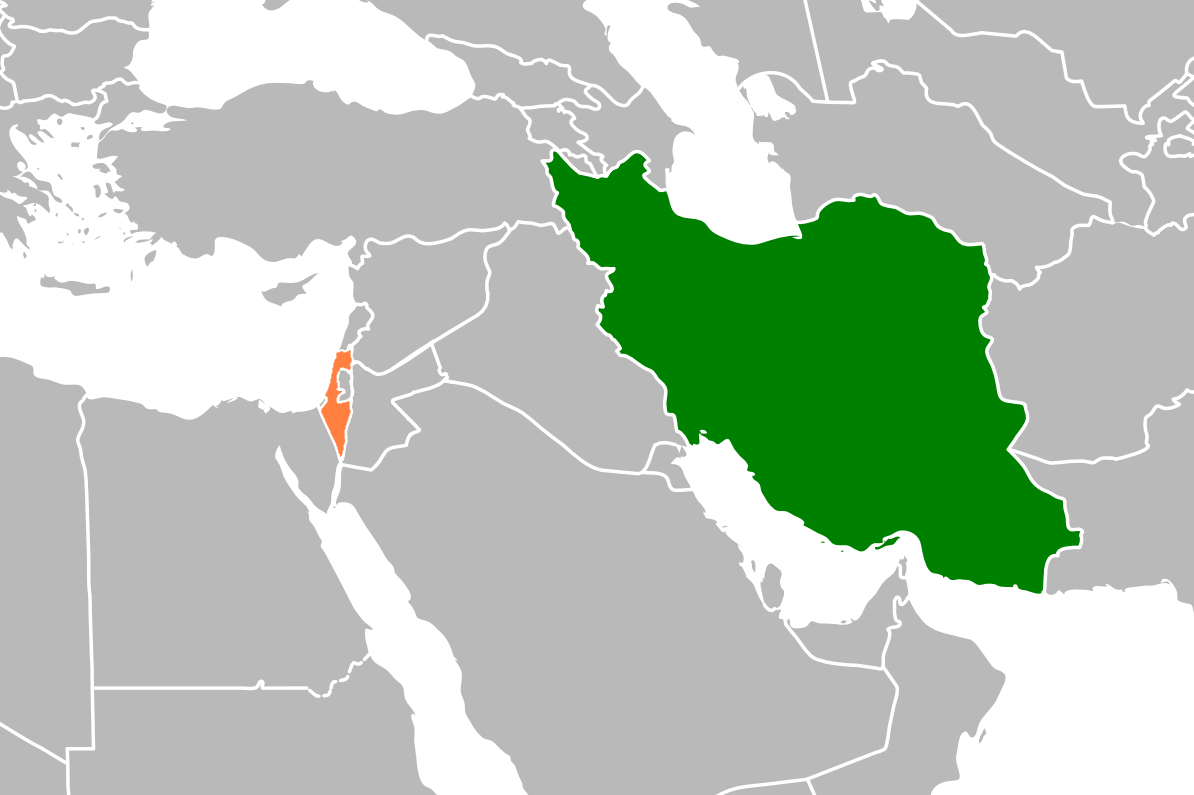
إيران وإسرائيل ضمن منطقة الشرق الأوسط

قانون مواجهة الأعمال العدائية للنظام الصهيوني ضد السلام والأمن هو خطة تم إقرارها في 20 مايو 2020 من قبل مجلس الشورى الإسلامي. وفقاً للمادة 123 من دستور جمهورية إيران الإسلامية. القانون هو خطّة شاملة تتضمن 16 بنداً «لمواجهة الأعمال العدائية للنظام الصهيوني ضدّ الشعب الفلسطيني، والدول الإسلاميّة والجمهورية الإسلاميّة الإيرانية». ويشير هذا القانون إلى الدور المدمر للنظام غير الشرعي للصهيونية في الإخلال بالسلام والأمن الإقليمي والدولي والانتهاك الواسع النطاق والمنهجي لحقوق الإنسان.

## تفاصيل الموافقة
القانون لمواجهة الأعمال العدائية للنظام الصهيوني ضد السلام والأمن قُدم على شكل خطة في الاجتماع العام لبرلمان إيران يوم الاثنين 18 مايو 2020. كانت خطة طوارئ من نوعين، أي أنه كان أمام الممثلين 24 ساعة لينظروا في تفاصيلها. "بعد موافقة البرلمان على الخطة بالتصويت لصالح من قبل جميع النواب، أكد مجلس الصيانة ذلك يوم الأربعاء، 20 مايو 2020. وأخيراً، يوم الثلاثاء، 26 مايو، 2020، أُعلن عن القانون من قبل الرئيس حسن روحاني في الرسالة رقم 2148 لتنفيذها إلى وزارة الداخلية، وزارة الاستخبارات ووزارة الخارجية، ووزارة الدفاع والخدمات اللوجستية للقوات المسلحة، والمجلس القومي الأعلى والنظام القضائي للجمهورية الإسلامية.

## المحتوى

### المادة 1
طبقاً للقانون، جميع الهيئات التنفيذية للبلاد ضمن إطار السياسات العامة للنظام واستفادة من القدرات الإقليمية والدولية ملزمون بمواجهة الأفعال العدائية للنظام الصهيوني ضد المظلومين في فلسطين والبلدان الإسلامية وجمهورية إيران الإسلامية والدور المدمر لهذا النظام غير القانوني لعرقلة السلام الإقليمي والأمن الدولي وانتهاكاته الواسعة النطاق والمنظمة لحقوق الإنسان من ضمنها التحريض على الحرب، والأعمال الإرهابية، والحرب الإلكترونية واستخدام الأسلحة الثقيلة والأسلحة المحظورة ضد المدنيين والحصار الإنساني وبناء مستعمرات غير قانونية، تشريد الفلسطينيين، محاولة الاستحواذ على أجزاء أخرى من الأراضي الفلسطينية بطريقة غير شرعية، والاستمرار في احتلال الأراضي الفلسطينية وبعض أجزاء سوريا ولبنان، وغيرها من الأراضي المحتلة.

### المادة 2
وفقاً لمذكرة المادة 1 من «قانون حماية الثورة الإسلامية للشعب الفلسطيني»، المُوافق عليه في 9 مايو 1990، مع تعديلاته وإضافاته اللاحقة، وزارة الخارجية ملزمة بالقيام بالاستعدادات الضرورية لإنشاء «سفارة أو قنصلية افتراضية لجمهورية الإسلامية» خلال 6 أشهر وتقديم النتائج إلى مجلس الوزراء من أجل الموافقة. وزارة الخارجية مُلزمة باتخاذ الإجراءات الضرورية لدى التشاور مع الدول الأخرى.

### المادة 3
وفقاً للمادة الـ5 من «قانون إجبار الحكومة على تقديم الدعم الشامل للشعب الفلسطيني المضطهد». الذي تمت الموافقة عليه يوم 31 ديسمبر 2008. والمادة 8 من «قانون حماية الثورة الإسلامية للشعب الفلسطيني»، قائمة المنظمات والمنظمات غير الحكومية والمؤسسات الاقتصادية والتجارية والمالية والعلمية والثقافية والبحثية، والأشخاص الطبيعيين والمحلفين والذين ذكرتهم المقالات المذكورة آنفاً، ستحددهم وتحدّثهم سنوياً لجنة تتألف من وزارة الصناعة والتعدين والتجارة، ووزارة الاستخبارات، ووزارة الشؤون الاقتصادية والمالية، والمصرف المركزي، ومنظمة الاستخبارات لقوات الحرس الإسلامي الثوري، و‌قوة القدس ووزارة الخارجية. ستكون وزارة الخارجية مسؤولة عن تنظيم اجتماعات اللجنة والوزارة ملزمة بتقديم تقرير سنوي عن أداء اللجنة لجنة الأمن القومي والسياسة الخارجية في مجلس الشورى الإسلامي.